# Palaeopotorous priscus
Palaeopotorous priscus — вимерлий вид сумчастих ссавців родини Поторові (Potoroidae) ряду Кускусоподібні (Diprotodontia). Скам'янілі рештки виду знайдені у формуванні Гамільтон в Австралії. Вид існував у пліоцені.